# Comuna de Promna
Promna (polaco: Gmina Promna) é uma gminy (comuna) na Polónia, na voivodia de Mazóvia e no condado de Białobrzeski. A sede do condado é a cidade de Promna.
De acordo com os censos de 2006, a comuna tem 5841 habitantes, com uma densidade 48,4 hab/km².

## Área
Estende-se por uma área de 120,74 km², incluindo:
- área agricola: 88%
- área florestal: 6%

## Demografia
Dados de 30 de Junho 2004:
|                      | Total   | Total | Mulheres | Mulheres | Homens  | Homens |
| -------------------- | ------- | ----- | -------- | -------- | ------- | ------ |
|                      | pessoas | %     | pessoas  | %        | pessoas | %      |
| População            | 5650    | 100   | 2759     | 48,8     | 2891    | 51,2   |
| Densidade (pop./km²) | 46,8    | 100   | 22,9     | 22,9     | 23,9    | 23,9   |

De acordo com dados de 2002, o rendimento médio per capita ascendia a 1252,43 zł.

## Subdivisões
- Biejków, Biejkowska Wola, Bronisławów, Broniszew, Daltrozów, Domaniewice, Falęcice, Falęcice-Parcela, Falęcice-Wola, Góry, Jadwigów, Karolin, Lisów, Lekarcice, Lekarcice Nowe, Lekarcice Stare, Mała Wieś, Osuchów, Olszamy, Olkowice, Pacew, Piekarty, Pelinów, Pnie, Promna, Promna-Kolonia, Przybyszew, Rykały, Sielce, Stanisławów, Wola Branecka.

## Comunas vizinhas
- Białobrzegi, Goszczyn, Jasieniec, Mogielnica, Warka, Wyśmierzyce